# 鄧當
邓当，东汉末年军阀讨逆将军孙策的部下，名将吕蒙的姐夫。事迹见载于《三国志·吕蒙传》。

## 生平
邓当是江东孙策的部将，妻子吕氏，是吕蒙的姐姐。邓当主要的任务是讨伐山越，吕蒙年少时，曾经偷偷跟着邓当出征。邓当发现后加以斥责，却总是阻止不了他，唯有将事情告诉吕蒙的母亲。吕蒙得到母亲的体谅后，继续跟随邓当，不过却被邓当属下一名吏员出言侮辱，结果吕蒙把他杀掉，逃罪后自首，反而得到孙策的赏识，而获得重视。数年后，邓当逝世，吕蒙受到张昭的推荐继承了他的军队，更被拜为别部司马，从此踏上军将之路。

## 备注
1. ↑  《三国志·吕蒙传》：「吕蒙字子明，汝南富陂人也。少南渡，依姊夫邓当。当为孙策将，数讨山越。蒙年十五六，窃随当击贼，当顾见大惊，呵叱不能禁止。归以告蒙母，母恚欲罚之，蒙曰：‘贫贱难可居，脱误有功，富贵可致。且不探虎穴，安得虎子？’母哀而舍之。」
2. ↑  《三国志·吕蒙传》：「时当职吏以蒙年小轻之，曰：‘彼竖子何能为？此欲以肉餧虎耳。’他日与蒙会，又蚩辱之。蒙大怒，引刀杀吏，出走，逃邑子郑长家。出因校尉袁雄自首，承间为言，策召见奇之，引置左右。」
3. ↑  《三国志·吕蒙传》：「数岁，邓当死，张昭荐蒙代当，拜别部司马。」